# 韓復榘
韓復榘（1890年1月25日—1938年1月24日），字向方，直隸省順天府覇州胜芳镇（今河北省霸州市）人，中國军事将领，馮玉祥手下的十三太保之一。后出任山東省政府主席，1938年中國抗日戰爭期间因違令撤退而被時任軍事委員會委員長蔣中正誘捕處決。

## 生平

### 国民軍中兴起
韩复榘生于直隸省霸州煎茶铺镇东台山村。其父韩世泽乃清末秀才，在村中开私塾。韩复榘起初有志于学問，后因貧困于宣統二年（1910年）离乡闯关东，投新民府陆军第二十镇四十协八十标第三营参军。清末，馮玉祥滦州起義时，韩复榘追随。失敗後，韩复榘返乡。中华民国成立後，韩复榘重归冯玉祥所部，先后在第16混成旅及第11師升任军职。
1924年（民国十三年）10月北京政变，国民軍成立，韓復榘任国民軍第1軍第1師第1旅旅長。1925年春，升任第1師師長。1926年（民国十五年）在南口大战中，閻錫山晋军威胁国民軍後方，韓復榘和石友三率部迎击。国民軍于同年8月放弃南口。張之江率本队撤往綏遠省，韓復榘和石友三乃投阎锡山。
同年9月，馮玉祥归国举行五原誓師，韓復榘重归冯玉祥麾下，被任命为国民聯軍援陝第6路总指揮。1927年（民国十六年）6月，国民聯軍改组为国民革命軍第二集团軍，韓復榘被任命为国民革命军第二集团軍第6軍軍長，参加北伐，立下軍功。10月，第二集团軍縮编，韓復榘任第20師師長，驻扎鄭州。12月，经馮玉祥推薦，韓復榘任河南省政府主席。但韓復榘失去第20師的指揮权，所部交与石敬亭。由此，韓復榘和冯玉祥暗生不睦。

### 統治山東省
1929年（民国十八年）北伐结束後，馮玉祥与蒋介石的矛盾激化，衝突不可避免。5月22日，韓復榘弃冯投蒋，率第20師的旧部归顺中央政府。1930年（民国十九年）中原大战时，韓復榘任第1軍团总指揮，同閻錫山晋軍作战，立下军功；同年9月，被任命为山東省政府主席。
此後7年多，韓復榘是山東省的統治者。韓復榘同日本秘密建立了联系，同时暗杀了原山東军阀張宗昌。此外，他还驱逐了國民革命軍第十七軍軍長劉珍年，对中国国民党山東省党部施压。由此韓復榘使山東省成为高度自治区域，弱化了国民政府中央对山东省的统治。韩澄清吏治、禁烟、剿匪，消滅巨匪“刘黑七”，還大力扩充军队，不仅将原有的三个师扩充为五个师又一个旅，还编练了4路“民团”共计约6万人并自任总指挥，将山东发展成为自己的小王国，此举引起蒋中正的不满。
治魯期间，韓復榘重视體育，聘请社会活动家、思想家梁漱溟来山东省开展大规模的乡村建設運動，振兴產业。韓復榘对山东省政建设有功績。“在当时国民党所谓‘儒将’中，还很难找到第二人。”

### 遭到处决
1936年（民国二十五年）12月西安事变发生，韓復榘发電报支持張学良、楊虎城。1937年（民国二十六年）抗日战争爆发，10月韓復榘出任第3集团軍总司令兼第5战区副司令長官。韓復榘先前成功擊退日军进攻，但懷疑中央企图透過日军消耗其军事实力而不与日軍全面战斗，放弃了济南，向山東省西南部撤退保存嫡系部队实力。离开济南后，李宗仁电令其死守泰安。韩回电：“南京不守，何守泰安。”李接电，又是大怒，将韩电转给蒋介石，指韩不听指挥。另一方面，他同四川省政府主席劉湘秘密联络，企图共同发动反蒋運動。韓復榘的这些行为使蒋介石下定了肃清韓復榘的决心。
1938年（民国二十七年）1月11日，韓復榘在到歸德出席軍事会議时，蒋介石指責韩“不发一枪，从黄河北岸，一再向后撤退，继而放弃济南、泰安，使后方动摇”，韩复榘听了蒋介石的话，毫不客气地顶上去说：“山东丢失是我应负的责任，南京丢失是谁负的责任呢？”蒋正颜厉色说道：“现在我问的是山东，不是问的南京！南京丢失，自有人负责。”接著刘峙拉着韩離開會場，随后被押往漢口收监。同月24日，韓復榘被以违反命令擅自撤退的罪名，由蒋介石下令於武昌处决，享年49岁。
河南與湖北交界雞冠山是其最初墓葬，今仍有衣冠塚。韓子華認為蔣介石出錢為其父親辦了後事。公祭當日，唯有西北軍老友孫連仲將軍著上將服親往至祭。韓的家屬由蔣介石嫡系黃埔一期的鄭洞國親率衛隊護送至後方。表明蔣介石雖因軍紀或是安撫軍閥派系決定槍斃韓，但是後事方面不失老長官或結拜兄弟的禮數。1954年，韩复榘的灵柩迁往北京香山万安公墓安葬。

## 家庭
妻子：高艺珍（其父为学者、教育家高步瀛） 
二房：纪甘青
三房：李玉卿
长子：韩嗣燮（高艺珍所生， 1921年生于湖南常德）
次子：韩嗣烺（高所生，曾改名韩子华、高子华）
三子：韩嗣辉（高所生）
四子：韩嗣煌（李玉卿所生）
女儿：韩嗣虑（从韩复矩五弟处过继）